# Hutoro-Ceaplîne, Vasîlkivka
Hutoro-Ceaplîne (în ucraineană Хуторо-Чаплине) este un sat în comuna Șevcenkove din raionul Vasîlkivka, regiunea Dnipropetrovsk, Ucraina.

## Demografie
Componența lingvistică a localității Hutoro-Ceaplîne
     Ucraineană (96,76%)
     Rusă (3,24%)
Conform recensământului din 2001, majoritatea populației localității Hutoro-Ceaplîne era vorbitoare de ucraineană (96,76%), existând în minoritate și vorbitori de rusă (3,24%).